# Thomas Costes
Pour les articles homonymes, voir Costes.
Thomas Costes est un homme politique français né le 9 janvier 1813 à Ambert (Puy-de-Dôme) et décédé le 20 mars 1886 à Ambert.
Banquier à Ambert, il y est adjoint au maire et conseiller général. Il est député du Puy-de-Dôme de 1876 à 1885, siégeant à gauche. Il est l'un des 363 qui refusent la confiance au gouvernement de Broglie, le 16 mai 1877.